# Matthias Ginsberg
Matthias Ginsberg (13 de julho de 1949) foi um político alemão do Partido Democrático Liberal (FDP) e ex-membro do Bundestag alemão.

## Vida
Ginsberg entrou para o Bundestag alemão no dia 9 de dezembro de 1982. Ele substituiu Ingrid Matthäus-Maier.

## Literatura
Herbst, Ludolf; Jahn, Bruno (2002).  Vierhaus, ed. Biographisches Handbuch der Mitglieder des Deutschen Bundestages. 1949–2002 (em alemão). München: De Gruyter - De Gruyter Saur. 1715 páginas. ISBN 978-3-11-184511-1